# M60

Lägeskarta.

M60 är en motorväg i Storbritannien som går som en ringled runt Manchester. Denna motorväg är viktig för trafiken i Manchester. Motorvägen går i cirkel runt staden och ansluter till ett flertal andra längre motorvägar. Den senaste delen öppnades för trafik i oktober 2000.